# کاکتوس‌های آسان‌رو
کاکتوس‌های آسان‌رو (نام علمی: Parodia) نام یک سرده از تیره کاکتوس است.
این کاکتوس‌ها به آسانی می‌رویند و محبوب گلخانه‌داران هستند.

## نگارخانه

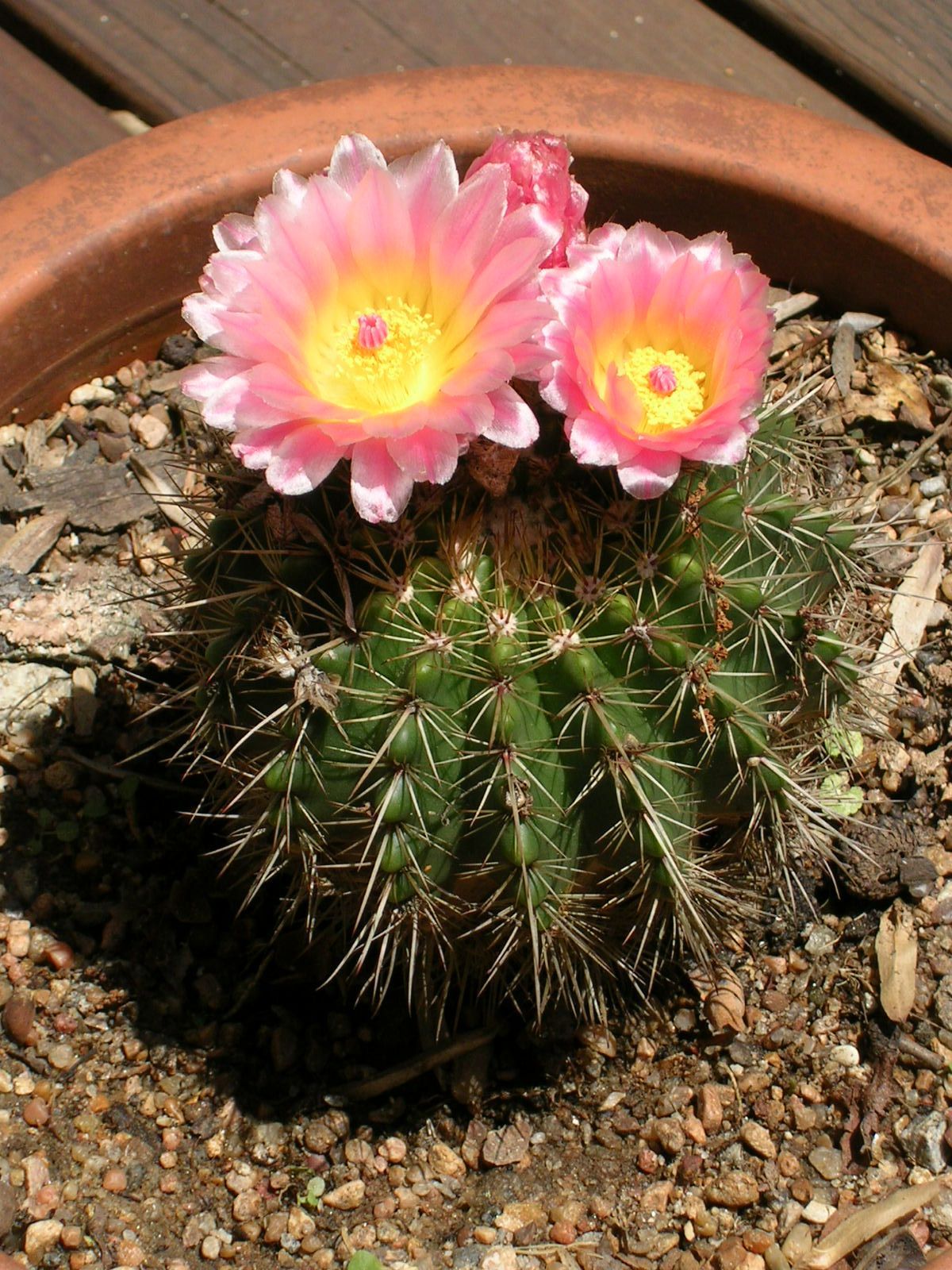
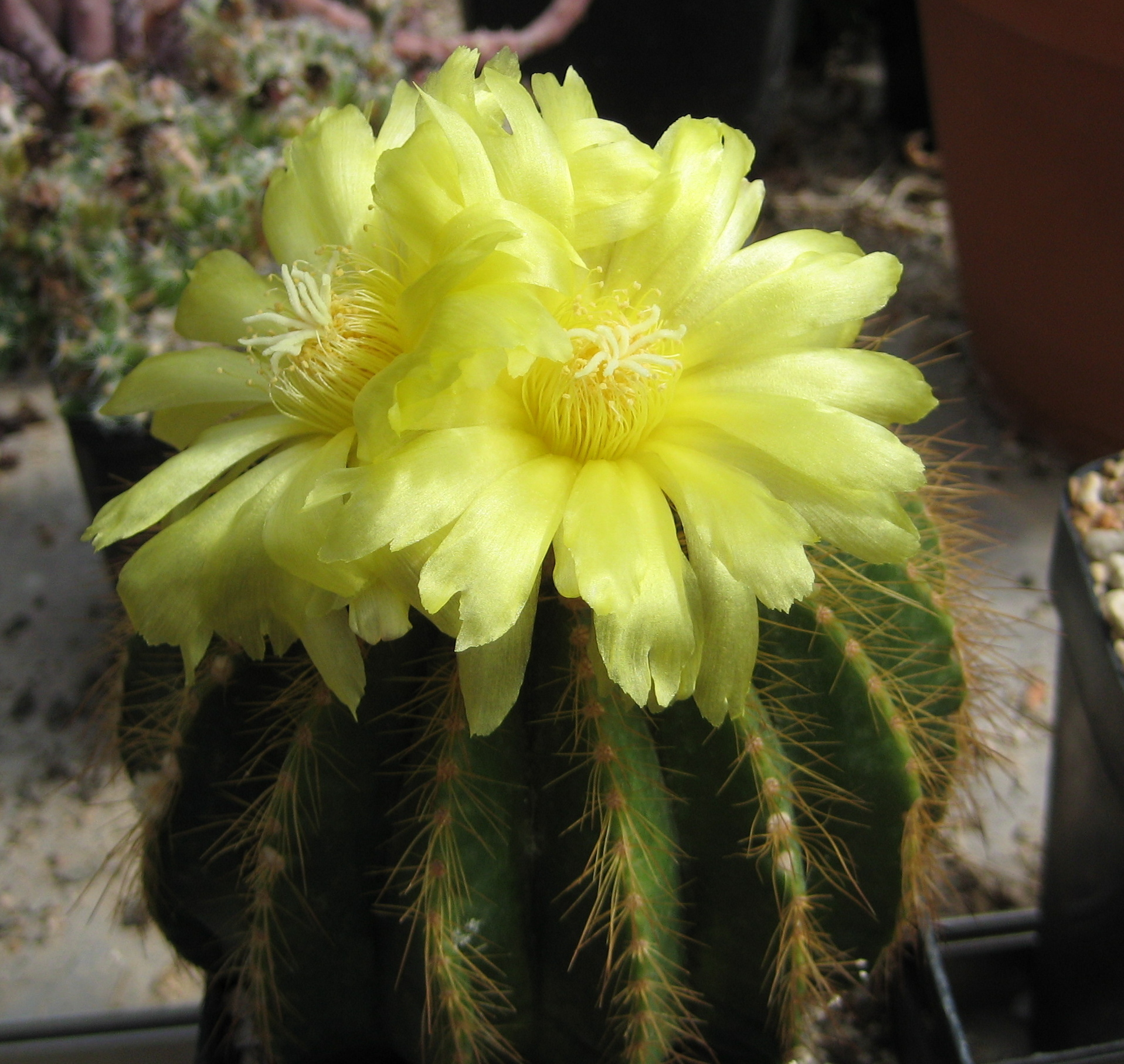
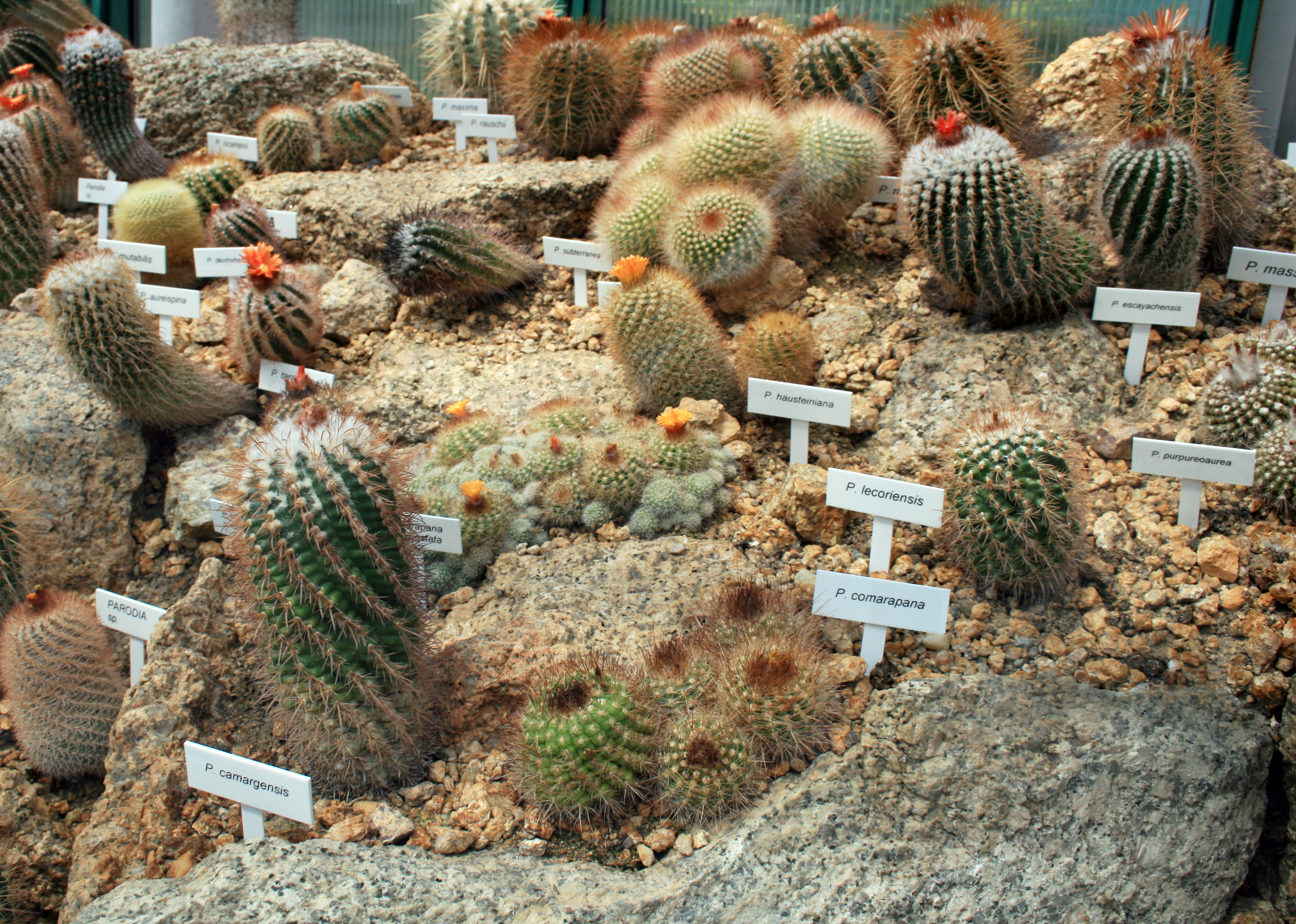
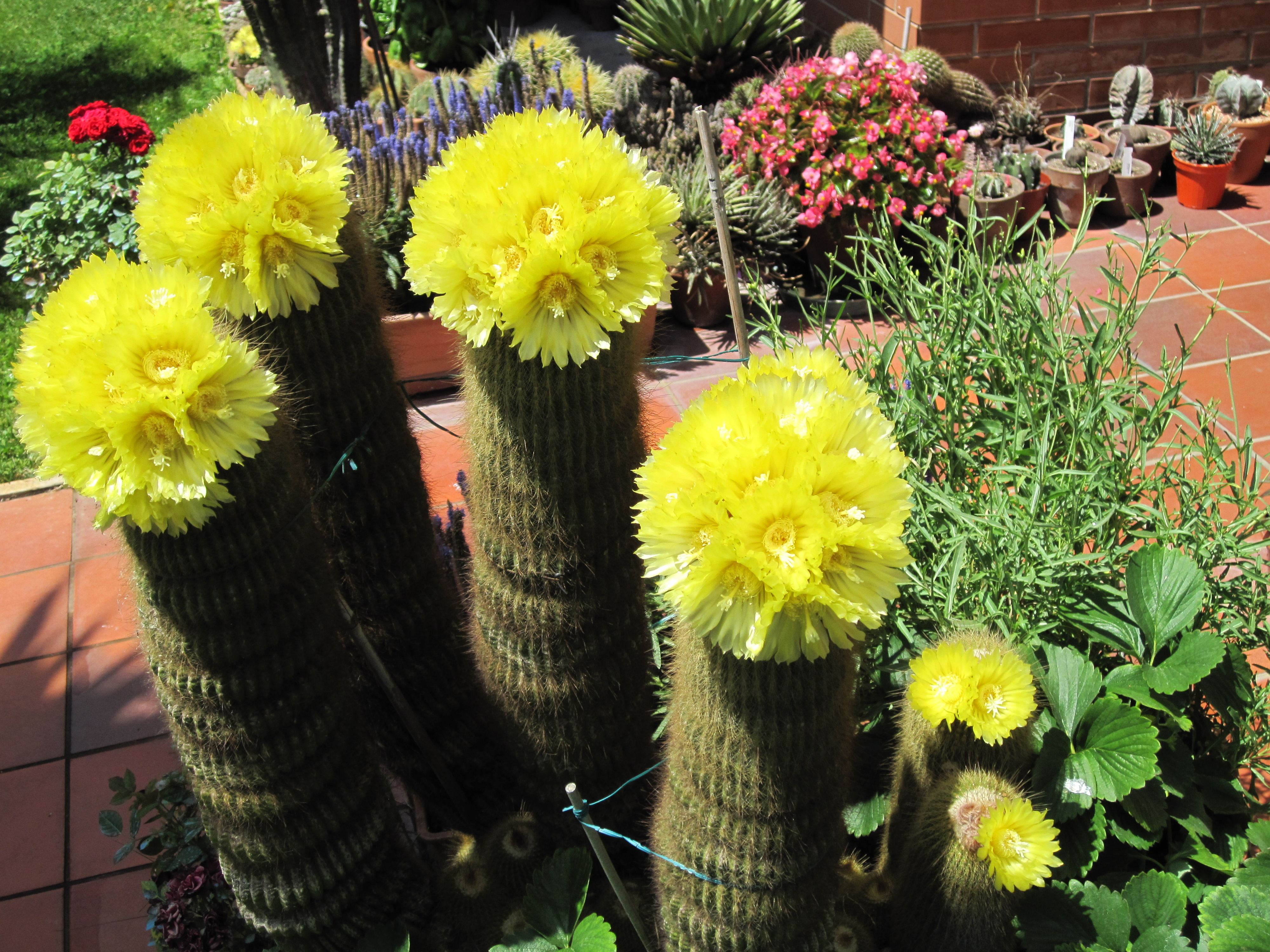